# 2AM (nhóm nhạc)
2AM (tiếng Hàn: 투에이엠) là một nhóm nhạc nam Hàn Quốc, bao gồm Jo Kwon, Lee Chang-min, Lim Seul-ong và Jeong Jin-woon. 2AM là một trong hai nhóm nhỏ được tách ra từ nhóm nhạc nam 11 thành viên One Day, nhóm còn lại là 2PM. Nhóm chính thức ra mắt vào ngày 11 tháng 7 năm 2008, trên Music Bank của KBS, biểu diễn bài hát "This Song". Nhóm đã giành chiến thắng Mutizen đầu tiên tại Inkigayo vào ngày 7 tháng 2 năm 2010, với "Can't Let You Go Even If I Die".

## Sự nghiệp

### Trước khi ra mắt
Cùng với các thành viên của 2PM, 2AM xuất hiện trên một bộ phim tài liệu mang tên "Hot Blood Men" đã được phát sóng trên kênh Mnet, ghi lại quá trình đào tạo nghiêm ngặt của họ trước ngày ra mắt. Chang Min là thành viên duy nhất của One Day không xuất hiện trong tài liệu này bởi vì anh đã phục vụ trong quân đội vào thời điểm đó. Ban đầu, Jin Woon bị loại trên Hot Blood, nhưng anh đã ra mắt với 2AM do sự rút lui của Dae Hun khỏi JYP Entertainment. Nhóm trưởng Jo Kwon được đào tạo trong 2.567 ngày.

### 2008 - 2009: Ra mắt
Sau khi ra mắt chưa đầy 1 tháng, 2AM đã giành được giải "Best new group" của lễ trao giải Digital Music với phần trình diễn bài "This Song". Và đặc biệt "This Song" là bài hát được sáng tác bới Sun Ye (Thành viên của nhóm Wonder Girls)- một người bạn thân thiết của trưởng nhóm Jo Kwon. 
Vào ngày 19 Tháng 3 Năm 2009, 2AM đã trở lại với một single album khác, "Time For Confession", với ca khúc "친구의 고백 (Confession of a Friend)" là bài hát chủ đề.

### 2010-2011: Mini Album và album đầu tiên "Saint O'clock"
2AM đã trở lại với album thứ hai, "죽어 도 못 보내", ngày 21 tháng một năm 2010 với ca khúc chủ đề "죽어 도 못 보내 (Even If I Die I Can't Let You Go)". Vào tuần trước khi phát hành, JYP Entertainment tiết lộ tổng cộng bốn teasers trên trang Youtube chính thức của họ. Cùng với một đoạn teaser của nhóm là các bức ảnh cá nhân dựa trên các mùa. Ngày 7 tháng 2, 2010, 2AM giành giải thưởng đầu tiên của họ trên sâu khấu Inkigayo của đài SBS kể từ ngày họ ra mắt. Ngày 25 tháng 2 năm 2010, chiến thắng thứ hai của họ là trên M! Countdown. Họ giành được một chiếc cúp lần thứ hai vào ngày cuối cùng họ quảng bá cho ca khúc "죽어 도 못 보내 (Even If I Die I Can't Let You Go)" vào ngày 07 tháng 3 năm 2010.
Ngày 5 Tháng 3 năm 2010, 2AM tiết lộ một phần hình ảnh mới của mình thông qua trang web chính thức của họ. Jo Kwon, Chang Min, Seul Ong, và Jin Woon lần lượt trở thành một Club DJ, một cầu thủ ice-hockey, một tay đua motor và một cầu thủ bóng rổ trong video mới 13 phút thuộc thể loại drama-music của họ. Các repackaged mini album được bổ sung bốn bài hát, ba bài từ đĩa đơn đầu tiên và thứ hai của họ và một bài hát hoàn toàn mới mang tên "잘못했어 (I Did Wrong)", được chọn là ca khúc chủ đề. Một đại diện phát biểu, "Bài hát chúng tôi đang phát hành thuộc thể loại mà 2AM chưa bao giờ thể hiện trước đây". Một phần của bài hát đã được tiết lộ trong tập đầu tiên của chương trình thực tế mới của 2AM "2AM DAY" ngày 10 tháng Ba,, nơi các thành viên tinh nghịch cùng nhau hát nó trong xe. Bốn teasers đã được phát hành cho mỗi thành viên từ 12 tháng 3 đến ngày 14 Tháng 3. Một phiên bản rò rỉ của Phần 1 của video âm nhạc đã được tiết lộ vào ngày 15 tháng 3, nó được ghi lại bằng máy ảnh tại showcase ở ga điện ngầm của 2AM. Album được phát hành vào ngày 18 tháng 3 năm 2010 và "I Was Wrong" giành chiến thắng tại M! Countdown vào ngày 1 tháng 4, 2010.
Vào tháng Tư năm 2010, họ tham gia thể hiện nhạc phim của bộ phim "Personal Taste" với một bản ballad mang tên "바보 처럼 (Like A Fool)", và cũng trở thành một hit số một.
Cùng với SHINee, 2AM đã được chọn để đại diện cho châu Á tham gia "Listen Up! The Official 2010 Fifa World Cup Album" với bài hát có tựa đề "No.1". Bài hát được phát hành vào ngày 18 tháng 5 năm 2010.
Chỉ trong nửa đầu năm 2010, ‘Can’t Let You Go Even If I Die’ và ‘I Did Wrong’ của 2AM, bao gồm cả ‘We fell in love (Jo Kwon - Ga In), ‘Nagging’ (Seulong - IU) và ‘Like a Fool’ (nhạc phim Personal Taste) do 2AM thể hiện đều trở thành hit. Trong số đó bao gồm nhiều thể loại như ballad, dance, song ca và cả nhạc phim truyền hình. Đặc biệt là ‘Cant Let You Go Even If I Die’ đã có mặt trong bảng tôn vinh của trang Cyworld Music và đạt vị trí số 1 trên trang nhạc trực tuyến Nate.com cho 500.000 lượt download. Ngoài ra ca khúc này còn giữ vị trí số 1 trên bảng xếp hạng tổng hợp cho nửa đầu năm 2010.
Big Hit Entertainment - công ty quản lý của 2AM cho biết: "2AM được công nhận có 5 bài hit trong nửa đầu năm 2010, và không giống những nhóm nhạc thần tượng khác, họ có thể biểu diễn trên nhiều thể loại khác nhau."
Từ ngày 30 June năm 2010 đến 20 tháng 7 năm 2010, 2AM biểu diễn mở màn cho Wonder Girls trên chặng thứ hai của Wonder Girls World Tour. 2AM cũng xuất hiện trong chương trình "Made in Wonder Girls".
Ngày 26 Tháng Mười, 2010, 2AM phát hành album đầu tiên của họ "Saint O'clock", với "전활 받지 않는 너에게 (You Wouldn't Answer My Calls)" và "미친 듯이 (Like Crazy)" là các ca khúc chủ đề. MV cho hai ca khúc này cùng lúc cũng được đăng tải trên trang Youtube của nhóm. Họ giành được chiếc cúp đầu tiên cho ca khúc "You Wouldn't Answer My Calls" trên sân khấu âm nhạc Inkigayo của đài SBS vào ngày 14 tháng 11 năm 2010.

### 2012: Trở lại với 'I Wonder If You Hurt Like Me'
Ngày 22 tháng 2 năm 2012, trên trang chủ của 2AM (2am.ibighit.com) xuất hiện một dòng thông báo: "Một năm rưỡi kể từ khi chia tay…". Ngày 26 tháng 2 năm 2012, đã có thêm những dòng chữ mới được tiết lộ trên website cùng với một đoạn video teaser mang tên "Art film". Dòng tin nhắn mới là "Với anh, anh đã phải cố gắng an ủi chính mình và tự xốc lại tinh thần... Đây là con người anh những ngày này… Em đang nghĩ gì?". Sau đó, các video teaser gồm "Fashion Film", "Artist Interview", "Trailer 1: Her Story", và "Trailer 2: Prequel" tiếp tục được đăng tải. 2AM đã chính thức tiết lộ sự trở lại của họ với Mini Album thứ 2 "F.Scott Fitzgerald's Way Of Love" và xác nhận rằng Mini Album sẽ được phát hành ngày 12 tháng 3 năm 2012. Vào ngày 11 tháng năm 2012, video âm nhạc của ca khúc 'I Wonder If You Hurt Like Me' được tải lên trang Youtube chính thức của nhóm. Ca khúc "I Wonder If You Hurt Like Me" gợi lên những cảm xúc như đang đọc một cuốn tiểu thuyết, kể về một câu chuyện tình yêu lấy cảm hứng từ các nhân vật của nhà văn nổi tiếng F. Scott Fitzgerald. Ca khúc đã ngay lập tức đạt được thứ hạng cao trên các bảng xếp hạng. 2AM giành chiến thắng đầu tiên cho ca khúc này vào ngày 20 tháng 3 năm 2012 trên chương trình Show Champion của đài MBC.

## Hoạt động tạiNhật Bản
Tiếp nối thành công của album "Saint O'clock" vào năm 2010 tại Hàn Quốc, gần đây 2AM đã thông báo về kế hoạch phát hành ấn bản đặc biệt của album tại Nhật Bản vào ngày 9 tháng 11 năm 2011. Album "Saint o'clock - JAPAN SPECIAL EDITION" đã đứng ở vị trí thứ 3 trên bảng xếp hạng hàng ngày của Oricon ngay sau khi vừa mới được phát hành tại Nhật Bản, ngay sau hai ca sĩ nổi tiếng của Nhật Bản, gây ngạc nhiên cho nhiều người khi bán hết 5000 bản trong một ngày. Album cũng xếp thứ 46 trong bảng xếp hạng album của Oricon tháng 11 với 11,362 bản được tiêu thụ. Tại buổi họp báo, 2AM cũng thông báo vào tháng 1 năm 2012 họ sẽ tiếp tục phát hành single ra mắt tại Nhật Bản "Never Let You Go (Shinde mo Hanasanai)", phiên bản tiếp Nhật của single thành công tại Hàn Quốc "Even If I Die, I Can't Let You Go (죽어도 못보내)"..
Ngày 11 tháng 1 năm 2012, 2AM chính thức ra mắt với single "Never Let You Go (Shinde mo Hanasanai)" tại Nhật Bản. 2AM đã ra mắt thành công ở Nhật Bản với việc single này lọt vào bảng xếp hạng hàng tuần của Oricon ở vị trí thứ 3 ngay trong tuần đầu tiên phát hành. Single cũng đả lọt vào top trên bảng xếp hạng doanh số đặt trước của Tower Records. Ngày 15 tháng 5, 2AM tổ chức một sự kiện ở Kangawa thu hút 10000 fan hân mộ đến xem nhóm biểu diễn hai ca khúc "Never Let You Go" và "Mising" (bản làm lại ca khúc của ca sĩ nổi tiếng Nhật Bản Toshinobu Kubota).
Ngày 11 tháng 4 năm 2012, 2AM phát hành single thứ 2 tại Nhật Bản mang tên "電話に出ない君に (To You Who Wouldn't Ắner My Calls)". Single ngay lập tức chiếm lấy vị trí thứ 4 trên bảng xếp hạng hàng ngày của Oricon và sau đó là vị trí thứ 5 trên bảng xếp hạng hàng tuần của Oricon, chứng tỏ sự nổi tiếng đang gia tăng của 2AM tại Nhật Bản.

## Hoạt động quảng cáo
2AM thu được đến 1 triệu USD cho các sản phẩm quảng cáo vào đầu năm 2010, trong đó có Pepsi và gà BHC. 2AM cũng sẽ là những gương mặt mới của chiến dịch "Samsung's Dugeunduguen Tomorrow" cùng với Kara, thay thế 4Tomorrow vào năm 2009.
Năm 2012, 2AM trở thành gương mặt đại diện cho thương hiệu quần áo thể thao KAPPA cùng với Nicole (KARA).
Tháng 8 năm 2012, 2AM được bổ nhiệm làm đại sứ du lịch cho khu vực Songpa-gu, Seoul.4 chàng trai sẽ hoạt động với tư cách là các nhà đại sứ du lịch của Songpa-gu trong vòng một năm.

## Tours
2AM tổ chức concert đầu tiên của họ mang tên "Saint O'Clock" ở Seoul tại Đại học Hàn Quốc, Hwajeong Gym từ ngày 24 đến ngày 26 tháng 12, năm 2010. 2AM khuấy động đám đông với những ca khúc hit của họ như là "You Wouldn't Answer My Calls" và "Like Crazy". 2AM cũng biểu diễn một loạt các hit của các nhóm nhạc nữ như "So Hot" của Wonder Girls, "Hot Issue" của 4 Minutes và "Bad Girl Good Girl" của miss A. Đám đông trở nên cuồng nhiệt khi 2AM nhảy bài "Bang!" của After School trong khi đó các chàng trai cũng mặc trang phục màu xanh cổ vũ của thủy thủ. Trong phần solo của mình, Chang Min gây ấn tượng mạnh với đám đông cùng ca khúc "Sex Bomb" của Tom Jones cùng màn trình diễn xé áo gợi cảm. Seul Ong nhảy "Beautiful Monster" và khoe cơ bụng sáu múi. Jin Woon biểu diễn Muse "Hysteria" với guitar điện của mình và Jo Kwon nhảy bài hit "Telephone" của Lady Gaga. Các khách mời của buổi concert ba ngày bao gồm Beast, 8eight, Lim Jeong Hee, IU và T-ara.
Concert thứ hai của 2AM mang tên "Please Take Care Of My Christmast" tại Sân vận động Jamsil trong hai đêm 24 và 25 tháng 12, năm 2011. Concert Giáng sinh của 2AM đã thu hút sự tham dự của 8.000 người hâm mộ. Do không được gặp 2AM kể từ buổi fan meeting tháng 9, fan hâm mộ của họ đã rất mong đợi sự kiện hiếm hoi này. Các chàng trai làm ấm bầu không khí của mùa đông với những bản tình ca lãng mạn trước khi khuấy động sân khấu bằng các ca khúc vui nhộn. 2AM đã trình bày phiên bản Giáng sinh của "What Should I Do", tiếp tục với "Friend’s Confession",.... 2AM cho biết: "Có rất nhiều cặp đôi và cả những người chưa có người yêu đến tham dự concert, nhưng cũng có những người đến đây với mục đích thổ lộ tình cảm. Chúng tôi hi vọng rằng những cặp không phải là bạn, nhưng cũng chưa phải là người yêu, sẽ có thêm tự tin để bày tỏ tình cảm của mình trong đêm nay". Sau khi trình diễn các bài hit của nhóm, các thành viên thhể hiện sân khấu solo của mình. Chang Min biểu diễn "Oh Oh" của Guy Sebastian, Seul Ong thể hiện "Closer"" của NeYo, em út Jin Woon trình bày "La La La" - single solo của mình, còn Jo Kwon biểu diễn "Till the World Ends" của Britney Spears. 2AM tiếp tục làm nổ tung khán đài với màn trình diễn "Step" của KARA và "Be My Baby" của Wonder Girls. Kết thúc concert, 2AM chia sẻ: "Tên của concert này bắt nguồn từ hi vọng sẽ mang lại cho các bạn một Giáng sinh vui vẻ và hạnh phúc. Nhưng chúng tôi cũng không dám chắc mình đã làm được điều đó. Tuy nhiên, có một điều chúng tôi chắc chắn, đó là chúng tôi sẽ không bao giờ quên đêm Giáng sinh đã trải qua cùng với các bạn".
Từ này 24 đến ngày 29 tháng 1 năm 2012, 2AM đã tổ chức tour diễn đầu tiên tại Nhật Bản mang tên "2AM 1st Japan Tour 2012 Never Let You Go". Đến điểm dừng chân tại Tokyo, các chàng trai đã được phép biểu diễn tại sân khấu Nhà hát lớn Tokyo, một buổi trình diễn hoành tráng tại một địa điểm thường xuyên tổ chức các chương trình/hoạt động âm nhạc cổ điển với không khí trang trọng. Họ trở thành nhóm nhạc Hàn Quốc đầu tiên được biểu diễn tại Nhà hát lớn Tokyo. 2AM đã khẳng định được sự nổi tiếng của họ qua concert lần này. Tour concert tại Nagoya và Osaka cũng đã diễn ra hết sức thành công với lượng vé đã được bán hết sạch và không còn một chỗ trống nào dưới hàng ghế khán giả. Trong buổi concert, 2AM đã chia sẻ rằng: "Concert tour tại Nhật Bản của chúng tôi đã kết thúc. Xin cảm ơn tất cả các bạn đã luôn ủng hộ 2AM. Xin hãy tiếp tục dành sự quan tâm và yêu thương đến single album thứ hai của chúng tôi sẽ sớm được ra mắt trong thời gian tới."
Tour diễn châu Á đầu tiên của 2AM "The Way Of Love" được tổ chức vào cuối tháng 9 năm 2012 với các điểm dừng là Hồng Kông, Nhật Bản, Đài Loan, Seoul và Malaysia. Buổi diễn đầu tiên tại Hồng Kông diễn ra vào ngày 29 tháng 9 năm 2012, sau đó các chàng trai di chuyển đến Nhật Bản cho đêm diễn tại Tokyo ngày 2 tháng 11 và Đài Loan ngày 13 tháng 10. Điểm dừng tại Hàn Quốc gồm hai đêm diễn ngày 24 và 25 tháng 11 tổ chức tại Olympic Hall. Và concert cuối cùng tại Malaysia ngày 1 tháng 12 đã kết thúc tour diễn châu Á của 2AM. Với chủ đề "Khoảng thời gian để đánh thức cảm xúc trong bạn", 2AM đã trình diễn âm nhạc tuyệt vời của họ xuyên suốt tour diễn châu Á.
Tour diễn thứ hai tại Nhật Bản của 2AM mang tên "For You" được tổ chức vào cuối tháng 10 năm 2012 với 5 đêm diễn tại Osaka, Nagoya, Tokyo và Fukuoka.

### Các concert đã tham gia
• Wonder Girls World Tour (2010)
• JYP Nation "TEAM PLAY" (2010)
• Fantastic K-Pop in Jakarta (2011)
• JYP Nation Concert in Japan (2011)
• 50th Anniversary MBC Korean Wave In BangkoK (2011)
• K-POP All Star Live In Niigata (2011)
• K-POP 'Boys In Power' Live In Hong Kong (2011)
• K-Pop Music Festival in Sydney (2011)
• JYP Nation Concert in Korea (2012)
• JYP Nation Concert in Japan (2012)

## Tạm ngưng hoạt động
Hợp đồng giữa công ty JYP Entertainment và 3 thành viên của 2AM - Jo Kwon, Seulong và Jinwoon - hết hạn từ tháng 2/2015. Nhóm đã thảo luận với công ty quản lý về khả năng tiếp tục ký tiếp từ cuối năm 2014. Riêng hợp đồng của Changmin vẫn còn 6 tháng.
Ngày 26/3/2015, 2AM tuyên bố mỗi thành viên đã có lựa chọn riêng. Seulong rời JYP Ent, đầu quân cho SidusHQ để tập trung vào con đường diễn xuất. Jinwoon cũng từ chối ở lại và đang trong quá trình đàm phán với Mystic Entertainment. Chỉ Jo Kwon quyết định tái ký với công ty hiện tại.
Dù chỉ còn 2 trong 4 thành viên, phía JYP Ent không chính thức thừa nhận 2AM giải tán. "Dường như mọi người đang tập trung cho hoạt động cá nhân. Nhưng vì các thành viên có mối quan hệ khăng khít với nhau, và cũng có quan hệ tốt đẹp với JYP Ent, họ có thể tiếp tục hoạt động nhóm khi có đủ điều kiện", đại diện công ty cho biết.

## Hoạt động solo của các thành viên
• Seul Ong và Jo Kwon tham gia vào nhóm "Dirty Eyed Girls" trình diễn ca khúc Abracadabra trong một tập của chương trình thực tế "Wild Bunny" của nhóm nhạc anh em 2PM. MV của ca khúc lập tức trở nên nổi tiếng và thu hút.
• Jo Kwon đóng cặp cùng thành viên Ga In của nhóm Brown Eyed Girls thành một đôi vợ chồng giả trên chương trình "We Got Married" của đài MBC. Ban đầu, họ chỉ xuất hiện trên chương trình như một cặp vợ chồng trong tập đặc biệt "Chuseok Special". Nhờ sự xuất sắc và ăn ý của cả hai, họ trở thành cặp đôi chính thức của chương trình và góp phần đưa "We Got Married" trở thành chương trình có rating cao nhất so với các chương trình phát sóng cùng giờ. Vì hình dáng bé nhỏ của cả hai, Jo Kwon và Ga In có biệt danh là Adam couple, "Adam" trong tiếng Hàn nghĩa là "nhỏ bé". Cặp vợ chồng giả đã có khoảng thời gian 1 năm 3 tháng tham gia chương trình và nhận được sự yêu mến của Adanes (tên fanclub của Adam couple) trên toàn thế giới. Hai thành viên Seul Ong và Jin Woon cũng trở thành MC của chương trình này trong khoảng thời gian Adam couple lên sóng. Cũng trong năm năm 2010, Jo Kwon trở thành thành viên chính thức của chương trình "Family Outing season 2". Tuy nhiên, chương trình đã ngừng phát sóng do rating thấp. Jo Kwon cũng tiếp tục hoạt động solo của mình khi tham gia diễn xuất trong sitcom "All My Love" của đài MBC khởi chiếu ngày 8 tháng 11 năm 2010. Anh thể hiện khả năng diễn xuất tốt và hài hước của mình qua bộ phim. Ngày 17 tháng 7 năm 2010, Jo Kwon trở thành MC của chương trình ca nhạc "Inkigayo" đài SBS cùng với Sulli của F(x) và Jung Yong Hwa của C.N. Blue. Ngày 17 tháng 7 năm 2011, Jo Kwon đã kỉ niệm 1 năm ngày đảm nhận vai trò MC của mình. Anh tiếp tục làm MC cùng Sulli của F(x), IU và Ki Kwang của Highlight (beast). Ngày 13 tháng 11 năm 2011, Jo Kwon kết thúc hơn 1 năm làm MC tại sân khấu âm nhạc Inkigayo của mình. Ngày 11 tháng 6 năm 2012, công ty quản lí BigHit đang tải hình ảnh teaser và danh sách bài hát cho album solo đầu tiên của nhóm trưởng Jo Kwon. Ngày 17 tháng 6, Jo Kwon phát hành hai ca khúc "Animal" và "Just A Kiss" trong album solo của mình. Ngày 25 tháng 6, album solo "I'm Da One" của Jo Kwon được phát hành bao gồm 10 ca khúc với "I'm Da One" là ca khúc chủ đề cùng với MV của ca khúc "I'm Da One" được đăng tải trên trang Youtube của BigHit. Album được phát hành dưới hai phiên bản theo hai concept khác nhau để phù hợp với ca khúc mở đầu "Animal" và ca khúc chủ đề "I'm Da One". Ngày 7 tháng 6 năm 2012, Jo Kwon giành được chiếc cúp đầu tiên trên chương trình Music Bank của đài SBS. Album solo củng Jo Kwon được nhiều nhà chuyên môn đánh giá cao. Vũ đạo trong ca khúc "Animal" cũng đã gây ấn tương mạnh trước khán giả và nhận được nhiều lời khen ngợi từ biên đạo nhảy Jonte Moaning của ca sĩ nổi tiếng Beyonce. Đặc biệt, trong album solo của Jo Kwon có một ca khúc được nhạc sĩ Thanh Bùi đồng sáng tác - Something 'Bout You.
• Seul Ong lần đầu ra mắt với vai trò diễn viên trong drama "Personal Taste" khởi chiếu vào ngày 31 tháng 3 năm 2010. Sau đó anh tiếp tục tham gia 2 drama "Lunch Box" năm 2010,"Welcome to the show" năm 2011(bộ phim ngừng sản xuất sau tập 1 do rating thấp) và movie "Acoustic" năm 2010. Vào tháng 6 năm 2010, Seul Ong song ca cùng ca sĩ trẻ IU ca khúc "Nagging", ca khúc đã đứng đầu nhiều bảng xếp hạng online . Ngày 13 tháng 6 nam 2012, công ty quản lí BigHit xác nhận Seul Ong sẻ đảm nhận vai chính trong bộ phim bộ phim 26 Years, anh sẽ trở thành một viên sĩ quan cảnh sát trong bộ phim này.
• Chang Min tham gia chương trình "Immortal Song 2" của đài KBS và chương trình "Food Essay" của kênh Food Lifestyle Channel Olive. Anh được gọi là "Thần tượng đầu bếp" nhờ khả năng nấu nướng xuất sắc của mình.
• Jin Woon là thành viên cố định của chương trình "Cuộc nổi loạn của các Idol Maknae (아이돌 막내반란시대)" của đài SBS. Anh tham gia diễn xuất cùng nữ ca sĩ G.NA trong MV "Black & White" của cô. Ca khúc đã trở thành hit. Ngày 25 tháng 7 năm 2011, Jin Woon phát hành ca khúc nhạc rock solo đầu tiên của mình "LALALA" và vào ngày 7 tháng 8 năm 2011 anh tiếp tục tung ra MV cho ca khúc "You Walking Toward Me". Ngày 16 tháng 11 năm 2011, Jin Woon phát hành single "Now Or Never" và MV cho ca khúc. Năm 2012, Jin Woon lần đầu tiên tham gia diễn xuất. Anh đóng vai Jin Yoo Jin trong bộ phim Dream High 2 của đài KBS. Anh tiếp tục tham gia bộ phim Law Of The Jungle 2. Hiện nay, bộ phim đang được quay tại đảo Madagascar.

## Album
[Single] 이 노래 (This Song)
Ngày phát hành: 11 tháng 7 năm 2008
Hãng Đĩa: Cube Entertainment
Ca khúc chủ đề: 이 노래 (This Song)
1. 이 노래 (This Song)
2. 아니라 기에 (Not because)
3. 어떡하죠 (What Should I Do)
4. 이 노래 (This Song) (instrumental) (lyrics)
5. 아니라 기에 (What Should I Do)(instrumental) (lyrics)

[Single] Time For Confession
Ngày phát hành: 19 tháng 3 năm 2009
Hãng đĩa: JYP Entertainment
Ca khúc chủ đề: 친구 의 고백 (Confessions Of A Friend)
1. 친구 의 고백 (Confessions Of A Friend)
2. Lost
3. 일단 돌아 서 지만 (Though I've Turned Away Once Before)
4. 친구 의 고백 (Confessions Of A Friend) (instrumental)
5. Lost (instrumental)
6. 일단 돌아 서 지만 (Though I've Turned Away Once Before) (instrumental)

[Mini Album] 죽어 도 못 보내 (Can't Let You Go Even If I Die)
Ngày phát hành: 21 tháng 1 năm 2010
Hãng đĩa: Big Hit Entertainment
Ca khúc chủ đề: 죽어 도 못 보내 (Can't Let You Go Even If I Die)
1. Intro
2. 죽어 도 못 보내 (Can't Let You Go Even If I Die)
3. 웃어 줄 수가 없어서 미안 하다 (I'm Sorry I Can't Smile For You)
4. I Love You (feat Baek Chan, Nora của 8eight)
5. 그녀 에게 (feat Chan Sung của 2PM) (To Her)
6. 웃는다 (Outro) (Laughing)

[Mini Album Repackage] 잘못했어 (I Was Wrong)
Ngày phát hành: 16 tháng 3 năm 2010
Hãng đĩa: Loen Entertainment
Ca khúc chủ đề: 잘못했어 (I Was Wrong)
1. Prologue
2. 잘못했어 (I Was Wrong)
3. 어떡하죠 (What Should I Do))
4. 아니라 기에 (Not Because)
5. 일단 돌아 서 지만 (Though I've Turned Away Once Before)
6. Lost
7. 죽어 도 못 보내 (Can't Let You Go Even If I Die)
8. 웃어 줄 수 없어서 미안 하다 (I'm Sorry I Can't Smile For You)
9. I Love You (feat Baek Chan, Nora của 8eight)
10. 그녀 에게 (feat Chan Sung của 2PM]) (To Her)
11. Epilogue (웃는다) (Laughing)

[DVD] 잘못했어 (I Was Wong) Music Drama full Ver.
[1st Regular Album] Saint o'Clock
Ngày phát hành: 26 tháng 10 năm 2010
Hãng đĩa: Loen Entertainment
Ca khúc chủ đề: 너도 나처럼 (I Wonder If You Hurt Like Me), 미친 듯이 (Like Crazy)
1. INTRO - Phone
2. 전활 받지 않는 너에게 (To You Who Wouldn't Answer My Calls)
3. 미친 듯이 (Like Crazy)
4. 바로 나야 (Feat GLAM) (Just Me)
5. Mirage
6. 다시 사랑 하기엔 (To Love Again)
7. 이젠 없다 (Not Now).
8. 불안 하다 (Anxious)
9. Love U, Hate U
10. With Or Without U
11. 사랑 한단 말 못해 (Can't Tell You That I Love You)

Ba ca khúc đặc biệt trong album "Saint O'clock" bản giới hạn phát hành ngày 2 tháng 11 năm 2010:
1. 고백 하단 날 (Confessions Date) Original Mix
2. 친구 의 고백 (Confessions Of A Friend)
3. 이 노래 (This Song)

[Japan Special Edition] Saint o'Clock
Ngày phát hành: 9 tháng 11 năm 2011
Hãng đĩa: Sony Music
Ca khúc chủ đề: I Wonder If You Hurt Like Me, Like Crazy
1. Intro - Phone
2. You Wouldn't Answer My Calls
3. Like Crazy
4. I’m The One (Feat. GLAM)
5. Mirage
6. The Day I Confessed (Original Mix)
7. There Is Nothing More
8. Nervousness
9. Love U, Hate U (Feat. Bangtan Boyz)
10. With or Without U
11. Can’t Say I Love You
12. Confession of a Friend
13. この歌
14. Can't love you again

[Japan Debut Single] Never let you go ~ 死んでも離さない

Ngày phát hành: 11 tháng 1 năm 2012
Hãng đĩa: 
Ca khúc chủ đề: 死んでも離さない (Never let you go)
1. 死んでも離さない (Never let you go)
2. 笑ってあげられなくてごめん
3. Missing
4. 死んでも離さない(Never let you go) (Inst.)
5. 笑ってあげられなくてごめん (Inst.)

[Mini Album] F.Scott Fitzgerald’s Way Of Love

Ngày phát hành: 12 tháng 3 năm 2012
Hãng đĩa: JYP Entertainment | Big Hit Entertaiment
Ca khúc chủ đề: 너도 나처럼 (I Wonder If You Hurt Like Me)
1. 내꺼였는데 (You Were Mine)
2. 너도 나처럼 (I Wonder If You Hurt Like Me)
3. 추억 다 지워 (Erase All Our Memories)
4. 1초만 더 (One More Second)
5. 잘 이별하기 (How To Break Up Well)
6. 사랑해 사랑해 (I Love You, I Love You)

[Japan 2nd Single] 電話に出ない君に

Ngày phát hành: 11 tháng 4 năm 2012
Hãng đĩa: Sony Music
Ca khúc chủ đề: 電話に出ない君に (To You Who Wouldn't Answer My Calls)
1. 電話に出ない君に (To You Who Wouldn't Answer My Calls)
2. 壊れそう (Like Crazy)
3. 瞳をとじて (With My Eyes Closed)
4. 電話に出ない君に(Inst.) (To You Who Wouldn't Answer My Calls)
5. 壊れそう(Inst.) (Like Crazy)

[Oneday's Japan Single] One day

Ngày phát hành: 4 tháng 7 năm 2012
Hãng đĩa: Sony Music
Ca khúc chủ đề: One day
1. One day
2. No Goodbyes
3. Angel (Live ver.)
4. One day (without main vocal)
5. No Goodbyes (without main vocal)

[Japan Special Edtion] F.SCOTT FITZGERALD'S WAY of LOVE

Ngày phát hành: 8 tháng 8 năm 2012
Hãng đĩa: Sony Music
Ca khúc chủ đề: I Wonder If You Hurt Like Me
1. You Were Mine
2. I Wonder If You Hurt Like Me
3. Erase All Our Memories
4. One More Second
5. How To Break Up Well
6. I Love You, I Love You
7. I Wonder If You Hurt Like Me (Music Box ver.)

[Japan 3rd Single] 君のためにできること (For you)

Ngày phát hành: 12 tháng 9 năm 2012
Hãng đĩa: Sony Music
Ca khúc chủ đề: 君のためにできること (For You)
1. 君のためにできること (For You)
2. Birthday
3. 最愛
4. 君のためにできること (For You) (Instrumental)
5. Birthday (Instrumental)
6. 君のためにできること (For You) (Autumn Leaves Instrumental ver.)

[Japan 4th Single] 「誰にも渡せないよ」(Won’t Give You Up To Anyone)

Ngày phát hành: 5 tháng 12 năm 2012
Hãng đĩa: Sony Music
Ca khúc chủ đề: 誰にも渡せないよ(Won’t Give You Up To Anyone)
1. 誰にも渡せないよ (Won’t Give You Up To Anyone)
2. Winter gift
3. Everything
4. 誰にも渡せないよ (Won’t Give You Up To Anyone) (Instrumental)
5. Winter gift (Instrumental)
6. 誰にも渡せないよ (Won’t Give You Up To Anyone) (Acoustic ver.)

[Japan 1st Regular Album] VOICE

Ngày phát hành: 9 tháng 1 năm 2013
Hãng đĩa: Sony Music
1. ～君のためにできること～ (For You)
2. 電話に出ない君に
3. 誰にも渡せないよ
4. First Love
5. Pretty Girl
6. 笑ってあげられなくてごめん
7. Birthday
8. 無邪気な笑顔で
9. 壊れそう
10. Winter Gift

## ～死んでも離さない～ (Never Let You Go)
1. 愛の歌がRadioから
2. 君も僕のように

[2nd Regular Album] One Spring Day

Ngày phát hành: 5 tháng 3 năm 2013
Hãng đĩa: KMP Holdings 
Ca khúc chủ đề: 어느 봄날 (One Spring Day)
1. Spring

###### 너를 읽어보다 (Reading You)
1. 위로 (Conslation)
2. 어느 봄날 (One Spring Day)
3. Sunshine
4. 그때 (Back Then)
5. 그대를 잊고 (Forgetting You)
6. 내게로 온다 (Coming To Me)
7. 어느 봄날 (One Spring Day) (inst.)

## Các giải thưởng
| Năm  | Giải thưởng |
| ---- | --- |
| 2008 | - Cyworld Digital Music Awards: Tân binh của tháng (Tháng 7) - Asia Song Festival: Giải thưởng tân binh xuất sắc |
| 2010 | - Cyworld Digital Music Awards: Ca khúc của tháng (Tháng 2) ("Can't Let You Go Even If I Die") - Gaon Chart Awards: Giải thưởng nhạc chuông ("Can't Let You Go Even If I Die") - Mnet Asian Music Awards: Nhóm nhạc trình diễn thanh nhạc xuất sắc nhất - "Can't Let You Go Even If I Die" - 25th Golden Disk Awards: Digital Music Bonsang - "Can’t Let You Go Even If I Die" - 25th Golden Disk Awards: Digital Music Daesang - "Can’t Let You Go Even If I Die" - 2nd Melon Music Awards: 2010 T-World Best Song - "Can't Let You Go Even If I Die" - 2nd Melon Music Awards: 2010 Top 10 |
| 2011 | - 20th Seoul Music Award: Bonsang - 20th Seoul Music Award: Giải thưởng R&B Ballad - 2010 Cyworld Digital Music Awards: Ca khúc của năm ("Can't Let You Go Even If I Die") - 5th Mnet 20's Choice Awards: Pocari Sweat Hot Balance Star |

## Các chương trình âm nhạc
Dưới đây là danh sách những chiến thắng của 2AM trên các chương trình âm nhạc Hàn Quốc. Inkigayo được phát sóng trên SBS, M! Countdown trên kênh truyền hình cáp Mnet, Music Bank trên KBS và MBC Music Show Champion.

### Inkigayo
| Năm  | Ngày-Tháng  | Ca khúc                        |
| ---- | ----------- | ------------------------------ |
| 2010 | 7 tháng 2   | Can't Let You Go Even If I Die |
| 2010 | 7 tháng 3   | Can't Let You Go Even If I Die |
| 2010 | 14 tháng 11 | You Wouldn't Answer My Calls   |

### M! Countdown
| Năm  | Ngày-Tháng | Ca khúc                        |
| ---- | ---------- | ------------------------------ |
| 2010 | 25 tháng 2 | Can't Let You Go Even If I Die |
| 2010 | 1 tháng 4  | I Was Wrong                    |

### Music Bank
| Năm  | Ngày-Tháng | Ca khúc                      |
| ---- | ---------- | ---------------------------- |
| 2012 | 23 tháng 3 | I Wonder If You Hurt Like Me |
| 2012 | 30 tháng 3 | I Wonder If You Hurt Like Me |

### Show Champion
| Năm  | Ngày-Tháng | Ca khúc                      |
| ---- | ---------- | ---------------------------- |
| 2012 | 20 tháng 3 | I Wonder If You Hurt Like Me |